# Garrie van Pinxteren
Garrie van Pinxteren (Amsterdam, 1958) is een Nederlands journalist, China-expert en correspondent van onder andere NRC, De Standaard en de NOS. Tevens is ze verbonden aan het Instituut Clingendael.
In 1988 rondde ze haar studie Sinologie af aan de universiteit van Leiden. Ze verhuisde in 1998 naar Hangzhou, waar ze directeur werd van het Dutch Business Support Office. Vanaf 2001 werd ze vanuit Peking correspondent voor het NRC en de NOS.
Na haar terugkeer in Nederland in 2009 was Van Pinxteren actief als docent aan de universiteiten van Groningen en Leiden.
In 2024 was zij te gast bij VPRO's Zomergasten, waar zij werd geïnterviewd door Janine Abbring.
In augustus 2024 verscheen haar boek Verplicht gelukkig: Dagelijks leven in een Communistische heilstaat.
- International Standard Name Identifier: 0000 0003 9131 1682
- Nederlandse Thesaurus van Auteursnamen: 302537880
- Système universitaire de documentation: 152504028
- Virtual International Authority File: 285141569